# Guillermo Hormazábal
Guillermo Hormazábal Ortega (Talca, 19 de febrero de 1985) es un extenista chileno.
En 2001 obtuvo el campeonato mundial sub-16 junto a Jorge Aguilar y Carlos Ríos. En 2013 decidió retirarse debido a una seguidilla de lesiones, poniendo fin a una carrera en que ganó 14 títulos de Future en singles y 21 en dobles.

## Títulos enChallengers(0)

### Finalista en Individuales (1)
- 2009:  Iquique , pierde ante  Máximo González

### Finalista en Dobles (2)
- 2008:  Como, junto con  Antonio Veic pierden ante  Mariano Hood y  Alberto Martin.
- 2009:  Alessandria, junto con  Martín Alund pierden ante  Rubén Ramírez Hidalgo y  José Antonio Sánchez-de Luna.

## Títulos enFutures(35)

### Individuales (14)
| N.º | Fecha      | Torneo                | Superficie    | Oponente en la final     | Resultado     |
| --- | ---------- | --------------------- | ------------- | ------------------------ | ------------- |
| 1.  | 31.10.2005 | Chile F5, Chile       | Tierra batida | Pablo Galdón             | 7–6, 7–5      |
| 2.  | 12.11.2007 | Chile F5, Chile       | Tierra batida | Gastón Arturo Grimolizzi | 6–0, 6–4      |
| 3.  | 02.06.2008 | Polonia F4, Polonia   | Tierra batida | Grzegorz Panfil          | 6–1, 7–5      |
| 4.  | 17.07.2008 | Italia F4, Italia     | Tierra batida | Matteo Viola             | 6–4, 3–6, 6–4 |
| 5.  | 02.02.2009 | Colombia F1, Colombia | Tierra batida | Alejandro González       | 6–7, 6–1, 6–4 |
| 6.  | 13.07.2009 | Italia F19, Italia    | Tierra batida | Simone Vagnozzi          | 7–5, 6–0      |
| 7.  | 03.05.2010 | Italia F7, Italia     | Tierra batida | Daniel Evans             | 5–7, 6–3, 6–4 |
| 8.  | 25.10.2010 | Chile F2, Chile       | Tierra batida | Guillermo Rivera         | 7–5, 6–2      |
| 9.  | 29.11.2010 | Chile F7, Chile       | Tierra batida | Nicolás Pastor           | 6–4, 6–3      |
| 10. | 03.10.2011 | Chile F7, Chile       | Tierra batida | Laurent Recouderc        | 7–5, 6–2      |
| 11. | 10.10.2011 | Chile F8, Chile       | Tierra batida | Hans Podlipnik           | 6–2, 6–1      |
| 12. | 17.10.2011 | Chile F9, Chile       | Tierra batida | Cristóbal Saavedra       | 6–2, 6–0      |
| 13. | 30.10.2011 | Chile F11, Chile      | Tierra batida | Cristóbal Saavedra       | 6–4, 4–6, 6–2 |
| 14. | 09.06.2012 | Italia F12, Italia    | Tierra batida | Andrea Arnaboldi         | 6–2, 5–7, 6–3 |

### Dobles (21)
| No. | Fecha                   | Torneo       | Superficie    | Pareja             | Oponentes en la final                     | Resultado        |
| 1.  | 6 de septiembre de 2004 | Buenos Aires | Tierra batida | Jorge Aguilar      | Patricio Arquez / Emiliano Redondi        | 3-6 6-2 6-3      |
| 2.  | 7 de noviembre de 2005  | Santiago     | Tierra batida | Luis Hormazábal    | Borja Malo / Hans Podlipnik               | 6-2 4-6 6-4      |
| 3.  | 14 de noviembre de 2005 | Antofagasta  | Tierra batida | Luis Hormazábal    | Hermes Gamonal / Roberto Lau              | 6-3 6-4          |
| 4.  | 23 de octubre de 2006   | Chile F1     | Tierra batida | Hermes Gamonal     | Gabriel Moraru / Predrag Rusevski         | 5-7 6-4 6-4      |
| 5.  | 12 de marzo de 2007     | Ghana F1     | Tierra batida | Hans Podlipnik     | Vivek Shokeen / Ashutosh Singh            | 6-4 6-4          |
| 6.  | 19 de noviembre de 2007 | Santiago     | Tierra batida | Miguel Pérez       | Federico Cavallero / German Gaich         | 6-1 6-2          |
| 7.  | 28 de abril de 2008     | Italia F11   | Tierra batida | Hans Podlipnik     | Giaccomo Miccini / Matteo Viola           | 6-2 6-4          |
| 8.  | 19 de mayo de 2008      | Polonia F2   | Tierra batida | Hans Podlipnik     | Marek Mrozek / Mateus Szmigiel            | 6-1 6-4          |
| 9.  | 26 de mayo de 2008      | Polonia F3   | Tierra batida | Hans Podlipnik     | Sadik Kadir / Timo Nieminen               | 7-5 7-6(3)       |
| 10. | 14 de julio de 2008     | Italia F22   | Tierra batida | Hans Podlipnik     | Ismar Gorcic / Alesandro Sarra            | 7-6(5) 6-2       |
| 11. | 21 de julio de 2008     | Italia F23   | Tierra batida | Hans Podlipnik     | Mohamad Ghareeb / Stephan Robert          | 6-3 6-2          |
| 12. | 4 de agosto de 2008     | Italia F25   | Tierra batida | Hans Podlipnik     | Alexander Renard / Stephan Robert         | 6-3 6-7(4) 12-10 |
| 13. | 4 de mayo de 2009       | Italia F9    | Tierra batida | Hans Podlipnik     | Juan Martín Aranguren / Alejandro Fabbri  | 7-5 2-6 10-8     |
| 14. | 17 de julio de 2009     | Italia F19   | Tierra batida | Claudio Grassi     | Simone Vagnozzi / Mattia Livraghi         | 7-5 6-3          |
| 15. | 3 de mayo de 2010       | Italia F7    | Tierra batida | Walter Trusendi    | ENrico Fioravante / Giancarlo Petrazzuolo | 6-2 6-1          |
| 16. | 18 de octubre de 2010   | Chile F1     | Tierra batida | Rodrigo Pérez      | Max Gaedenchens / Jorge Montero           | 6-4 6-4          |
| 17. | 1 de noviembre de 2010  | Chile F3     | Tierra batida | Rodrigo Pérez      | Guillermo Rivera / Cristóbal Saavedra     | 7-6(5) 6-3       |
| 18. | 29 de noviembre de 2010 | Chile F7     | Tierra batida | Hans Podlipnik     | Guillermo Durán / Kevin Konfederak        | 7-5 6-7(10) 10-5 |
| 19. | 22 de agosto de 2011    | Bélgica F9   | Tierra batida | Rodrigo Pérez      | Marco Dierckx / Sander Guille             | 6-4 7-6(2)       |
| 20. | 10 de octubre de 2011   | Chile F8     | Tierra batida | Cristóbal Saavedra | Hans Podlipnik / Ricardo Urzúa            | 2-6 6-2 12-10    |
| 21. | 28 de mayo de 2012      | Polonia F2   | Tierra batida | Grzegorz Panfil    | Egor Gerasimov / Dzmitry Zhyrmont         | 6-2 6-7(4) 10-5  |

### Finalista en Dobles (8)
- 2004:  Colombia F3, junto con  Jorge Aguilar pierden ante  Lucas Engel y  Andre Ghem.
- 2006:  Italia F23, junto con  Hermes Gamonal pierden ante  Sergei Demekhine y  Luca Vanni.
- 2007:  Benín City, junto con  Hans Podlipnik pierden ante  Divij Sharan y  Navdeep Singh.
- 2010:  Chile F2, junto con  Rodrigo Pérez pierden ante  Guillermo Rivera y  Cristóbal Saavedra.
- 2010:  Chile F4, junto con  Rodrigo Pérez pierden ante  Guillermo Rivera y  Cristóbal Saavedra.
- 2010:  Chile F5, junto con  Rodrigo Pérez pierden ante  Hans Podlipnik y  Ricardo Urzúa.
- 2011:  Chile F2, junto con  Rodrigo Pérez pierden ante  Duilio Beretta y  Sergio Galdos.
- 2011:  Chile F9, junto con  Cristóbal Saavedra-Corvalán pierden ante  Germain Gigounon y  Christophe Rochus.

### Equipos (1)
- 2001: Campeón Mundial Sub-16